# 叉枝鸦葱
叉枝鸦葱（学名：Scorzonera divaricata），又名拐轴鸦葱，为菊科鸦葱属的植物。分布于蒙古以及中国大陆的陕西、山西、内蒙古、河北等地，生长于海拔900米至3,400米的地区，多生长于沙地中的丘间低地、荒漠地带干河床、沟谷中或固定沙丘上，目前尚未由人工引种栽培。

## 异名
- Scorzonera divaricata Turcz. var. sublilacina Maxim.